# Trioza pittospori
Trioza pittospori är en insektsart som beskrevs av Franquinho-aguiar 2002. Trioza pittospori ingår i släktet Trioza och familjen spetsbladloppor. Inga underarter finns listade i Catalogue of Life.